# Grumman F-11 Tiger
Chiếc Grumman F11F/F-11 Tiger là một kiểu máy bay tiêm kích một chỗ ngồi hoạt động trên tàu sân bay của Hải quân Hoa Kỳ trong những năm 1950 và 1960. Chiếc máy bay này nguyên được đặt tên là F11F Tiger vào tháng 4 năm 1955 theo cách đặt tên cũ của Hải quân, nhưng được đổi tên thành F-11 Tiger theo Hệ thống định danh máy bay thống nhất được đưa ra áp dụng vào năm 1962.
Chiếc F11F/F-11 được đội thao diễn hàng không Blue Angels của Hải quân Mỹ sử dụng từ năm 1957 đến năm 1969. Grumman Aircraft Corporation đã chế tạo khoảng 200 chiếc Tiger, và chiếc cuối cùng được giao hàng vào ngày 23 tháng 1 năm 1959.

## Thiết kế và phát triển
Nguồn gốc của chiếc F11F (F-11) Tiger được bắt đầu từ một dự án đầu tư riêng của Grumman vào năm 1952 nhằm hiện đại hóa chiếc F9F-6/7 Cougar bằng cách bổ sung lý thuyết quy luật khu vực và các tiến bộ khác. Dự án này của nội bộ công ty Grumman được biết đến dưới tên G-98, và đến cuối cùng đã hoàn toàn khác biệt so với chiếc Cougar.
Tiềm năng của kiểu thiết kế về tính năng bay siêu thanh và giảm lực cản ở tốc độ cận âm đã dấy lên được sự quan tâm của Hải quân. Đến năm 1953, việc tái thiết kế đã đưa đến một kiểu máy bay hoàn toàn mới chỉ mang dáng dấp họ hàng với chiếc Cougar. Kiểu cánh mới có cánh phụ mép trước (slat) suốt bề rộng cánh và cánh nắp ở mép sau cánh, trong khi việc điều khiển lộn vòng lại dựa vào các tấm lái ngang thay vì các bánh lái lượn truyền thống. Để xếp được trên các tàu sân bay, cánh của chiếc F-11 Tiger được gấp bằng tay xuôi xuống. Được chuẩn bị cho tính năng bay ở tốc độ siêu thanh, cánh đuôi được thiết kế di động toàn bộ. Động cơ trang bị là kiểu turbo phản lực Wright J65, một phiên bản chế tạo theo giấy phép nhượng quyền của kiểu động cơ Armstrong Siddeley Sapphire.
Cơ quan Hàng không Hải quân đã chịu ấn tượng đáng kể về kiểu thiết kế nên đã đặt hàng hai chiếc nguyên mẫu, đặt tên là XF9F-8 cho dù chiếc máy bay rõ ràng là một thiết kế mới. Làm cho vấn đề càng thêm lẫn lộn, chiếc nguyên mẫu lại được đặt lại tên là XF9F-9 trong khi tên gọi XF9F-8 lại dành cho một kiểu thiết kế gần gũi hơn với kiểu Cougar chính thống. Do phiên bản có đốt sau của loại động cơ J65 chưa sẵn sàng, chiếc nguyên mẫu bay chuyến bay đầu tiên vào ngày 30 tháng 7 năm 1954 với một động cơ không có đốt sau. Cho dù như thế, chiếc nguyên mẫu đã gần đạt được tốc độ Mach 1 ngay trong chuyến bay đầu tiên. Chiếc nguyên mẫu thứ hai được trang bị động cơ đốt sau, đã trở thành chiếc máy bay siêu thanh thứ hai của Hải quân (sau chiếc Douglas F4D Skyray). Vào tháng 4 năm 1955, chiếc máy bay được nhận tên gọi mới là F11F-1 (sau này trở thành F-11A sau khi áp dụng Hệ thống định danh máy bay Thống nhất vào năm 1962). Việc thử nghiệm hoạt động trên tàu sân bay được bắt đầu vào ngày 4 tháng 4 năm 1956 khi một chiếc F11F-1 Tiger hạ cánh và được phóng lên từ tàu sân bay USS Forrestal.
Cùng với chiếc máy bay tiêm kích F-11A (F11F-1), Grumman cũng đề nghị một phiên bản tiên tiến hơn trên cùng khung máy bay được biết đến dưới tên gọi F11F-1F Super Tiger. Đây là kết quả của công trình nghiên cứu vào năm 1955 nhằm trang bị kiểu động cơ mới General Electric J79 lên khung máy bay F-11. Hải quân đã quan tâm đến kế hoạch này nên đã chấp thuận cải biến hai chiếc F11F-1 phiên bản sản xuất có cửa hút gió mở rộng hơn và trang bị kiểu động cơ turbo phản lực YJ79-GE-3, và kiểu máy bay này được đặt tên là F11F-2. Chiếc máy bay này bay chuyến bay đầu tiên vào ngày 25 tháng 5 năm 1956, đạt được tốc độ Mach 1,44 ở một trong những chuyến bay của nó. Sau khi bổ sung thêmnhững miếng đệm 60° ở gốc cánh, thân được kéo dài thêm 35 cm (13,5 in), một phiên bản động cơ J79 được nâng cấp, chiếc F11F-2 đạt được tốc độ rất ấn tượng Mach 2,04 và một trần bay 24.466 m (80.250 ft). Không may là Hải quân đã không yêu cầu đưa chiếc này vào sản xuất. Chiếc F11F-2 sau đó được đổi lại tên là F11F-1F, nhằm nêu lên đặc tính phiên bản F11F-1 sản xuất với kiểu động cơ đặc biệt. Thất bại trong việc đạt được hợp đồng sản xuất cùng hải quân Mỹ, Grumman tiếp thị kiểu Super Tiger cho các khách hàng nước ngoài. Không quân Đức, Không lực Phòng vệ Nhật Bản và Không quân Hoàng gia Canada đã tỏ ý định quan tâm đến nó, nhưng sau đó đã đặt mua kiểu Lockheed F-104 Starfighter thay thế.

## Lịch sử hoạt động

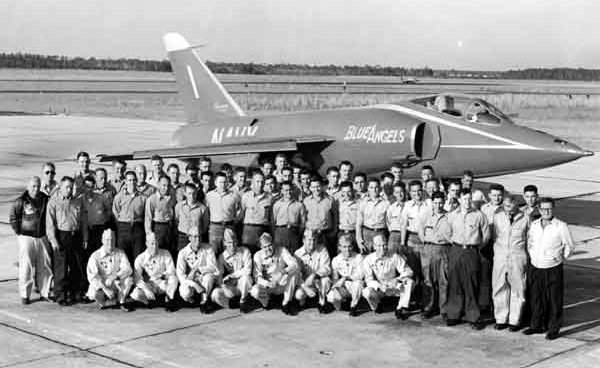
Ảnh toàn đội thao diễn hàng không Blue Angels cùng chiếc F11F-1 năm 1958

Trong phục vụ, chiếc Tiger đã hoạt động trên các tàu sân bay USS Ranger, USS Intrepid, USS Bon Homme Richard, USS Forrestal, và USS Saratoga. Sự nghiệp phục vụ của chiếc F-11 chỉ kéo dài được bốn năm vì tính năng bay của nó kém hơn so với chiếc Vought F-8 Crusader và kiểu động cơ J65 tỏ ra kém tin cậy. Do đó, Hải quân đã hủy bỏ mọi đơn đặt hàng cho phiên bản trinh sát hình ảnh F11F-1P và chỉ có 199 chiếc phiên bản tiêm kích F-11A (F11F-1) được chế tạo. Chiếc máy bay được rút khỏi hoạt động trên tàu sân bay vào năm 1961, tuy nhiên chúng tiếp tục được sử dụng trong vai trò huấn luyện tại Beeville và Kingsville, Texas, cho đến cuối những năm 1960. Học viên được huấn luyện bay nâng cao trên những chiếc F-9 Cougar, và sau khi hoàn thành đợt học đó, họ được nếm qua khả năng bay siêu thanh trên chiếc Tiger trước khi chuyển loại sang những chiếc máy bay tiêm kích hạm đội.
Chiếc F-11 Tiger đã chịu tiếng xấu là máy bay phản lực đầu tiên đã tự bắn rơi mình. Vào ngày 21 tháng 9 năm 1956, trong khi bắn thử các khẩu pháo 20 mm, phi công Tom Attridge đã bắn hai loạt đạn vào khoảng không trong khi đang bổ nhào nông. Do lưu tốc và đường đạn của đầu đạn giảm dần, chúng sau đó đã giao nhau với đường bay của chiếc Tiger vốn đang tiếp tục hạ thấp, và gây hư hỏng đến mức làm rơi chiếc máy bay. May mắn là phi công đã sống sót.
Trong khi sự nghiệp tiêm kích của chiếc F-11 khá ngắn ngủi, Đội thao diễn hàng không Blue Angels đã thao diễn trên những chiếc máy bay này từ năm 1957 cho đến năm 1969, khi những chiếc Tiger được thay thế bởi những chiếc McDonnell Douglas F-4 Phantom II.

## Các phiên bản
YF9F-9Tên ban đầu của chiếc nguyên mẫu.
F-11F-1Phiên bản máy bay tiêm kích một chỗ ngồi dành cho Hải quân Hoa Kỳ, Được đổi tên thành F-11A vào năm 1962.
F11F-1PTên dự định đặt cho phiên bản trinh sát dành cho Hải quân. Bị hủy bỏ.
F-11F-1F Super TigerPhiên bản F11F-1 trang bị động cơ J-79-GE-3
F-11F-2Tên ban đầu của phiên bản F11F-1F

## Các nước sử dụng
Hoa Kỳ
- Hải quân Hoa Kỳ

## Đặc điểm kỹ thuật (F-11F-1/F-11A)

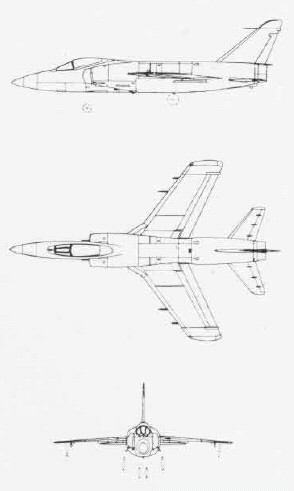
F-11F-1

### Đặc tính chung
- Đội bay: 01 người
- Chiều dài: 14,3 m (46 ft 11 in)
- Sải cánh: 9,6 m (31 ft 8 in)
- Chiều cao: 4,0 m (13 ft 3 in)
- Diện tích bề mặt cánh: 23 m² (250 ft²)
- Lực nâng của cánh: 420 kg/m² (85 lb/ft²)
- Trọng lượng không tải: 6.500 kg (14.330 lb)
- Trọng lượng có tải: 9.650 kg (21.280 lb)
- Trọng lượng cất cánh tối đa: 10.900 kg (24.000 lb)
- Động cơ: 1 x động cơ Wright J65-W-18 turbo phản lực có đốt sau, lực đẩy 7.400 lbf (32,9 kN), lực đẩy có đốt sau 10.500 lbf (46,7 kN)

### Đặc tính bay
- Tốc độ lớn nhất: 1.170 km/h (Mach 1,1, 727 mph) ở 11.000 m (35.000 ft)
- Tốc độ bay đường trường: 929 km/h (577 mph)
- Tầm bay tối đa: 2.050 km (1.110 nm, 1.275 mi)
- Trần bay: 12.800 m (42.000 ft)
- Tốc độ lên cao: 27 m/s (5.315 ft/min)
- Tỉ lệ lực đẩy/khối lượng: 0,49

### Vũ khí
- 4 x pháo Colt Mk 12 20 mm, 125 viên đạn mỗi khẩu
- 4 đế cánh dành cho:
  - tên lửa không-đối-không AIM-9 Sidewinder
  - bom
  - rocket không điều khiển
  - thùng nhiên liệu phụ 577 L (150 US gal)

## Nội dung liên quan

### Máy bay liên quan
- F-9 Cougar

### Máy bay tương tự
- F5D Skylancer
- F-8 Crusader
- Supermarine Scimitar

### Trình tự thiết kế
Trình tự Hải quân (trước năm 1962):
- F8F - F9F Panther/F-9 Cougar - F10F - F11F - XF12F

Trình tự Thống nhất các binh chủng (sau năm 1962):
- F-8 - F-9 - F-10 - F-11 - YF-12 - F-14 - F-15

### Danh sách liên quan
- Danh sách máy bay chiến đấu
- Danh sách máy bay quân sự Hoa Kỳ